# Стефані Леонідас
Стефані Леонідас (англ. Stephanie Leonidas, нар. 14 лютого 1984) — англійська акторка.

## Життєпис

### Ранні роки
Леонідас народилася в Лондоні, Англія, у сім'ї батька грека-кіпріота і матері англійського та валлійського походження. Її молодший брат Шейн (який тепер відомий як Димитрій) і молодша сестра Джорджина Леонідас також актори, в той час як інша її сестра Хелена — учитель.

### Кар'єра
Леонідас почала зніматися в аматорському театрі, коли їй було вісім років; в дев'ять вона придбала агента і почала працювати на телебаченні.
Відомі ролі включають участь у телевізійній драмі Дівчинка тата, мильній опері День і ніч і епізоді т/с 2004 р. Док Мартін, в якому зіграла Мелані, місцеву 15-річну дівчинку, хто розвиває нездоровий інтерес до хірургії. У 2005 р. вона знялася в фільмі Дзеркальна маска Ніла Геймана і Дейва Маккіна в подвійній ролі Хелени та Чорної Принцеси. Після цього вона зіграла в адаптації BBC Дракула, а також Хрестоносець в джинсах. 
Леонідас знялася в телесеріалі BBC Атлантида, який транслювався на каналі BBC One і BBC One HD з 8 травня 2011 р. Отримала головну роль у фантастичному телесеріалі 2014 р. Виклик.

## Фільмографія

### Фільми
| Рік  | Назва                                           | Роль                              | Примітки          |
| ---- | ----------------------------------------------- | --------------------------------- | ----------------- |
| 2002 | Загублені в тумані                              | Аннетт у 16 років                 | Відсутня у титрах |
| 2002 | Дівчинка тата                                   | Емма Купер                        | Телефільм         |
| 2003 | Даніель Кебл: Свідок                            | Керрі                             | Телефільм         |
| 2004 | Стіна мовчання                                  | Трейсі Бротон                     | Телефільм         |
| 2004 | Так                                             | Грейс                             |                   |
| 2005 | Дзеркальна маска                                | НХелена Кемпбелл / Чорна Принцеса |                   |
| 2005 | Під шкірою                                      | Зоя Харатоуніан                   | Телефільм         |
| 2005 | Свято Козла                                     | Ураніта                           |                   |
| 2006 | Хрестоносець у джинсах                          | Дженна                            |                   |
| 2006 | Дракула                                         | Міна Мюррей                       | Телефільм         |
| 2007 | Міс Марпл Агати Крісті: Випробування невинністю | Естер Ергайл                      | Телефільм         |
| 2011 | Луна                                            | Фрейя                             |                   |
| 2011 | Атлантида                                       | Пінаруті                          | Телефільм         |
| 2011 | Як перестати бути лузером                       | Патч                              |                   |
| 2013 | Ти хочеш, щоб я його вбив??                     | Келлі                             |                   |
| 2015 | Завтра                                          |                                   | У процесі         |

### Телебачення
| Рік  | Назва                          | Роль             | Примітки     |
| ---- | ------------------------------ | ---------------- | ------------ |
| 1997 | Чок                            | Дівчинка-кріль 2 | 1 епізод     |
| 2000 | Назад на Землю                 | Кріссі           | 1 епізод     |
| 2001 | Голбі Сіті                     | Сара Ньюмен      | 1 епізод     |
| 2001 | Ніч і день                     | Делла Веллс      | Головна роль |
| 2003 | Суто англійські вбивства       | Кірсті Салліван  | 1 епізод     |
| 2004 | Роуз і Малоні                  | Кеті Фелан       | 1 епізод     |
| 2004 | Док Мартін                     | Мелані Гібсон    | 1 епізод     |
| 2005 | Одкровення                     | Афіна            | 1 епізод     |
| 2005 | Імперія                        | Олівія           | Міні-серіал  |
| 2006 | Короткі зустрічі               | Джей             | 1 епізод     |
| 2012 | Вічний закон                   | Суддя            | 2 епізоди    |
| 2012 | Вайтчепел                      | Джорджі Фокс     | 2 епізоди    |
| 2013 | Біблія                         | Рахаб            | 1 епізод     |
| 2013 | Виклик                         | Іріса Найра      | Головна роль |
| 2013 | Пуаро Агати Крісті             | Хетті Стабс      | 1 епізод     |
| 2013 | За допомогою будь-яких засобів | Колін Паркер     | 1 епізод     |
| 2014 | Виклик                         | Іріса Найра      | Main cast    |
| 2015 | Суто англійські вбивства       | Аннабель Латімер | 1 епізод     |

### Відеоігри
| Рік  | Назва    | Роль                  | Примітки |
| ---- | -------- | --------------------- | -------- |
| 2013 | Defiance | Іріса Найра (озвучка) |          |